# جابان تايمز
اليابان تايمز (بالإنجليزية: The Japan Times)، هي صحيفة يابانية ناطقة باللغة الإنجليزية، تأسست سنة 1897م، ويقع مقرها الرئيسي في كل من العاصمة اليابانية طوكيو ومدينة أوساكا.

## وصلات خارجية
- اليابان تايمز على موقع روتن توميتوز (الإنجليزية)

- The Japan Times Online
- The Japan Times Plus
- The Japan Times Bookclub
- Genki Online